# Papiro 66
Il Papiro 66 ({\displaystyle {\mathfrak {p}}}66), anche noto come Papiro Bodmer II, è un antico papiro del Nuovo Testamento, contenente quasi tutto il Vangelo secondo Giovanni in greco.
Il manoscritto contiene Giovanni 1:1-6:11, 6:35b-14:26, 29-30; 15:2-26; 16:2-4, 6-7; 16:10-20:20, 22-23; 20:25-21:9, 12, 17. Si tratta di uno dei più antichi manoscritti del Nuovo Testamento conosciuti, ed è stato datato paleograficamente al 200 circa.
Fu trovato nel 1952 a Jabal Abu Mana vicino a Dishna (Egitto), e pubblicato nel 1956; fu il più importante manoscritto neotestamentario pubblicato a partire dai Papiri Chester Beatty, pubblicati nel 1933-34.
Custodito alla Bibliotheca Bodmeriana di Ginevra, è formato da 39 folii (cioè 78 fogli) di dimensioni 142 mm x 162 mm, con 15-25 linee per foglio.

## Critica testuale
Come gli altri due papiri neotestamentari giovannei conservatisi ({\displaystyle {\mathfrak {p}}}45 e {\displaystyle {\mathfrak {p}}}75), {\displaystyle {\mathfrak {p}}}66 manca della Pericope dell'adultera (Vangelo secondo Giovanni 8,1-11). testimoniando l'assenza di questa pericope nei più antichi manoscritti giovannei. Inoltre usa regolarmente i Nomina sacra.
Secondo studi recenti dei papirologi Karyn Berner e Philip Comfort, è evidente che {\displaystyle {\mathfrak {p}}}66 sia il lavoro di tre scribi: un primo scriba professionista, un correttore pignolo e infine un correttore di minore importanza.

## Testo
Il testo greco di questo papiro è rappresentante del tipo testuale alessandrino. Kurt Aland lo ha considerato un «testo libero» e l'ha inserito nella categoria I.
In Giovanni 1:15 ο οπισω ] ο πισω, la lezione è sostenuta dal Sangallensis e da 1646;
In Giovanni 13:5 si ha la variante testuale unica ποδονιπτηρα invece di νιπτηρα. In 13:7 riporta αρ invece di αρτι.